# Otto Hoffmann (Sprachwissenschaftler)

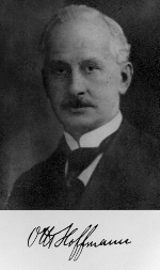
Otto Hoffmann

Otto Hoffmann (* 9. Februar 1865 in Hannover; † 6. Juni 1940 in Münster) war ein deutscher Sprachwissenschaftler (Indogermanist) und Politiker. Von 1921 bis 1933 gehörte er als DNVP-Mitglied dem Preußischen Landtag an.

## Leben
Otto Hoffmann, der Sohn eines preußischen Verwaltungsbeamten, besuchte das hannoversche Lyceum und studierte von 1883 bis 1888 Sprachwissenschaft an der Universität Göttingen. Dort beeinflusste ihn besonders August Fick, bei dem Hoffmanns lebenslange Beschäftigung mit den griechischen Dialekten begann. Während des Studiums wurde er Mitglied des Philologisch-Historischen Vereins Göttingen im Naumburger Kartellverband. 1888 wurde Hoffmann mit einer lateinisch geschriebenen Dissertation über die griechischen Mischdialekte zum Dr. phil. promoviert und wechselte an die Universität Königsberg, wo er sich schon im folgenden Jahr mit einer eingehenden Studie über das indogermanische Verbalsystem habilitierte.
1896 wurde Hoffmann in Königsberg zum außerordentlichen Professor ernannt. Noch im selben Jahr wechselte er in derselben Eigenschaft an die Universität Breslau, wo er den Lehrstuhl seines Doktorvaters Fick einnahm. Erst 1907 wurde Hoffmann zum ordentlichen Professor ernannt. 1908 ernannte ihn die Gesellschaft der Wissenschaften in Athen zum Ehrenmitglied. 1909 erhielt er einen Ruf an die Universität Münster, dem er folgte.
Bereits in Breslau betätigte sich Hoffmann politisch. Er war Mitglied des Breslauer Stadtverordnetenkollegiums und fungierte zugleich als Vorsitzender des Landesverbandes Schlesien des „Allgemeinen Deutschen Schulvereins“, besser bekannt durch seinen späteren Namen „Verein für das Deutschtum im Ausland“. Zugleich zeigte er für Wohnungs- und Siedlungsfragen Interesse und wurde zweiter Vorsitzender des Breslauer Vorortverbandes.
Während des Ersten Weltkriegs gehörte Hoffmann einer Gruppe von Professoren der Universität Münster an, die für alldeutsche und annexionistische Politik eintraten. Er war Gründungsmitglied und Mitglied im Reichsvorstand der Deutschen Vaterlandspartei, der auch sein Mitabiturient Alfred Hugenberg angehörte. Mit diesem trat er 1918 der neugegründeten Deutschnationalen Volkspartei bei.
Hoffmann zählte nach dem Kriegsende zu den Gründern der Deutschnationalen Volkspartei und war von 1918 bis 1933 Vorsitzender des DNVP-Landesverbandes Westfalen Nord. Im Februar 1921 wurde er für den Wahlkreis Weser-Ems als Abgeordneter in den Preußischen Landtag gewählt, dem er bis zur Auflösung der Körperschaft im Jahre 1933 angehörte. Darüber hinaus war er Mitglied des Westfälischen Provinziallandtages und des Stadtverordnetenkollegiums der Stadt Münster. Bis zu Beginn der 1930er Jahre leitete er auch die Münsteraner DNVP-Ortsgruppe.
Im akademischen Jahr 1925/1926 fungierte Hoffmann als Rektor der Westfälischen Wilhelms-Universität Münster. Er war lange Zeit zweiter Vorsitzender der Gesellschaft zur Förderung der Westfälischen Wilhelms-Universität Münster. Er tat sich als großer Förderer der Leibesertüchtigung hervor. Mit Erreichen der gesetzlichen Altersgrenze wurde er 1933 emeritiert. Dem Nationalsozialismus stand er positiv gegenüber.
Die Westfälische Wilhelms-Universität verlieh Hoffmann die Ehrendoktorwürde ihrer medizinischen und juristischen Fakultät (1930 bzw. 1935).

## Leistungen
Hoffmanns Engagement für die Politik und die Universität Münster steht seiner Lebensleistung als Forscher und akademischer Lehrer gegenüber. Er steht in der Tradition des Sprachwissenschaftlers Heinrich Ludolf Ahrens, den er bereits als Schulleiter und Lehrer in Hannover kennenlernte. Nach seinen vielbeachteten Qualifikationsschriften bearbeitete Hoffmann für die Sammlung von Collitz und Bechtel die Orakelinschriften von Dodona (1890) und verfasste ein dreibändiges Kompendium über die griechischen Dialekte in ihrem historischen Zusammenhang (1891–1898). Mit diesen Arbeiten hatte sich Hoffmann wenige Jahre nach seinem Studium in der Sprachwissenschaft profiliert; ihnen verdankte er seine steile akademische Karriere.
Seine weiteren Arbeiten galten griechischen Dialektinschriften, der lateinischen Grammatik und der Phonologie der Deutschen Sprache. Besondere Bedeutung hat seine Studie zu den Makedonen der Antike (1906), die erstmals Sprache und Volkstum dieses Stammes zusammenfassend darstellt. Bei dieser Arbeit wurde Hoffmann von seinen Breslauer Kollegen Franz Skutsch, Conrad Cichorius und Eduard Norden unterstützt.

## Schriften
- De mixtis Graecae linguae dialectis. Dissertation. Göttingen 1888.
- Das Praesens der indogermanischen Grundsprache in seiner Flexion und Stammbildung. Habilitationsschrift. Göttingen 1889.
- Eine Neugestaltung des griechischen Unterrichtes, besonders des Elementarunterrichtes. Göttingen 1889.
- Die griechischen Dialekte in ihrem historischen Zusammenhange mit den wichtigsten ihrer Quellen. Drei Bände (Band 3.), Göttingen 1891–1898.
- Geschichte der griechischen Sprache. I. Bis zum Ausgange der klassischen Zeit. Berlin, Leipzig 1911. 2. Auflage 1916. 3. Auflage: Bearbeitet von Albert Debrunner, Berlin 1953 (Sammlung Göschen).
- Die sicilischen Inschriften und die Söldnerinschriften von Abu-Simbel. In: Collitz–Bechtel: Sammlung der griechischen Dialekt-Inschriften. Band 3,2,4, 1904, Nr. 425–489.
- Geschichtserzählungen. 5. Aufl., Voigtländer, Leipzig 1908 (Digitalisat)
- Grammatik und Wortregister zu den megarischen Inschriften. In: Collitz–Bechtel: Sammlung der griechischen Dialekt-Inschriften. 4,3, 1910, Nr. 333–376.
- Grammatik und Wortregister zu den rhodischen Inschriften. In: Collitz–Bechtel: Sammlung der griechischen Dialekt-Inschriften. 4,3, 1910, Nr. 579–675.
- mit Paul Gärtchen: Nachträge, Grammatik und Wortregister zu den Inschriften von Lakonien, Tarent, Herakleia, Messenien, Thera, Kyrene und Melos. Die wichtigsten seit 1905 hinzugekommenen ionischen Inschriften mit Nachträgen und Berichtigungen zu Bechtel’s Sammlung. Grammatik und Wortregister zu den ionischen Inschriften. In: Collitz–Bechtel: Sammlung der griechischen Dialekt-Inschriften. 4,4,1–2, 1911–1914, Nr. 677–1028.
- Die Makedonen, ihre Sprache und ihr Volkstum. Göttingen: Vandenhoeck und Ruprecht, 1906. Nachdruck Hildesheim, New York 1977.